# Ингибиторы протеасомы

Структурная формула бортезомиба, первого ингибитора протеасомы, зарегистрированного как лекарство.

Ингибиторы протеасом — лекарственные средства, блокирующие работу протеасом — клеточных комплексов, которые разрушают белки, например белок p53. Ингибиторы протеасом исследуются для терапии рака, в первую очередь множественной миеломы.

## Примеры
- Первым открытым непептидным ингибитором протеасом был лактацистин (lactacystin).[1]

- В 2003, бортезомиб стал первым ингибитором протеасом, разрешенным к применению в США.

- Другим веществом, предположительно ингибирующим протеасомы, был назван дисульфирам (Disulfiram).[2][3][4]

- Еще одним таким веществом был назван эпигаллокатехин-3-галлат (epigallocatechin-3-gallate).[5]

- Были начаты клинические исследования салиноспроамид А (Salinosporamide A) для множественной миеломы.

- Карфилзомиб (carfilzomib) был разрешен FDA для рецидивирующих множественных миелом 20 июля 2012.

- Также проводятся клинические исследования ONX 0912, CEP-18770, и MLN9708.[6]

- Эпоксомицин (Epoxomicin) — встречающийся в природе селективный ингибитор.[7]

- MG132 — часто используемый в in vitro исследованиях пептид.